# Parafia św. Gotarda w Pałukach
Parafia pw. Świętego Gotarda w Pałukach – parafia rzymskokatolicka należąca do dekanatu ciechanowskiego wschodniego, diecezji płockiej, metropolii warszawskiej. 